# Veronica Schaller

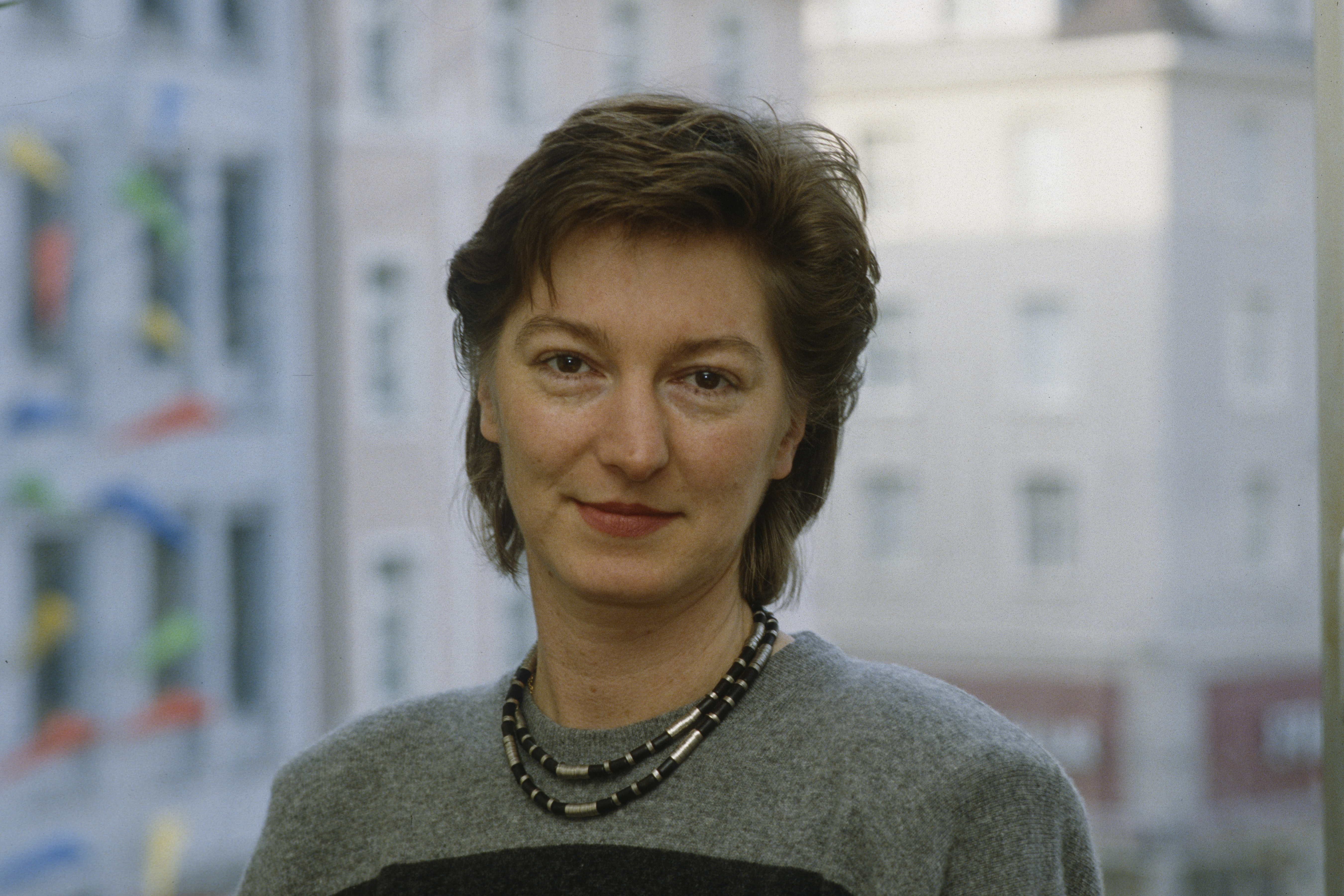
Veronica Schaller (1992)

Veronica Schaller (* 1955) ist eine Schweizer Politikerin (SP). Sie war von 1992 bis 2001 Regierungsrätin des Kantons Basel-Stadt.

## Leben
Veronica Schaller wuchs in Basel auf. Ihr Vater war der Basler Regierungs- und Nationalrat Alfred Schaller (FDP). Veronica Schaller hat an der Universität Basel Germanistik, Geschichte, Philosophie und Geographie studiert. Sie war zu dieser Zeit in der Neuen Linken aktiv. So war sie von 1975 bis 1977 Mitglied den Progressiven Organisationen Basel (POB). 1977 verliess sie die POB wieder. Als Grund für den Austritt nannte sie rückblickend die Diskussionskultur in den POB, in denen „ohne die geringste Rücksicht auf die persönliche Befindlichkeit“ debattiert worden sei. Von 1977 bis 1984 engagierte sie sich aktiv in der Organisation für die Sache der Frau (OFRA), die von Frauen aus den Progressiven Organisationen gegründet worden ist. Sie wurde von der OFRA später als eine der prägenden Figuren für die Politik der Organisation beschrieben. Während ihres Engagements für die OFRA war sie Redaktorin des OFRA-Magazins „Emanzipation“. Sie war zudem von 1981 bis 1982 Sekretärin der Basler Sektion der OFRA und mehrere Jahre Mitglied des nationalen Vorstands. Nach dem Studienabschluss trat sie 1984 der SP bei und nahm eine Stelle als Gewerkschaftssekretärin beim VPOD Basel an, die sie bis zu ihrer Wahl in den Regierungsrat 1992 behielt.

## Politische Laufbahn
Schaller wurde 1988 in den Grossen Rat des Kantons Basel-Stadt gewählt. 1992 schaffte sie im zweiten Wahlgang als erste Frau die Wahl in den Basler Regierungsrat. Sie verdrängte dabei ihren Parteikollegen, den Bisherigen Remo Gysin.  Sie übernahm das Sanitätsdepartement (heute: Gesundheitsdepartement), was nicht ihrem Wunsch entsprach. Nach dem Rücktritt von Stefan Cornaz (FDP) und der Wahl von Carlo Conti (CVP) wechselte sie 2000 ins Erziehungsdepartement. 1998 wurde sie Regierungspräsidentin. Während sie bei den Gesamterneuerungswahlen 1996 bereits im ersten Wahlgang bestätigt worden war, verpasste sie im November 2000 im zweiten Wahlgang die Wiederwahl in den Regierungsrat. Als Gründe nannten zeitgenössische Beobachter und sie selbst den Arbeitskonflikt in der sanierungsbedürftigen Zentralwäscherei Basel (ZEBA AG), bei dem die ehemalige Gewerkschafterin als Verwaltungsrätin Sanierungsmassnahmen wie umfangreiche Lohnkürzungen durchsetzen musste, was sie Stimmen im linken Lager gekostet hat. Im bürgerlichen Lager sorgte ihr Vorgehen bei der Neubesetzung des Direktorenpostens des Kunstmuseums Basel für Kritik. Schaller entschied sich gegen die von einer Findungskommission auserkorenen Kandidatin, die aus dem Basler Bürgertum stammte und zudem die Schwester eines ihrer Regierungskollegen war, und ernannte einen Kandidaten von ausserhalb Basels. Anlässlich ihrer Nichtwiederwahl sowie der weiterer Schweizer Exekutivpolitikerinnen wurde auch die Frage diskutiert, ob geschlechterspezifische Gründe eine Rolle gespielt haben könnten.

## Spätere Karriere
Von 2003 bis 2004 war Schaller Vizedirektorin des Bundesamts für Flüchtlinge (heute Teil des Staatssekretariats für Migration). Von 2005 bis 2008 war sie Rektorin des Ausbildungszentrums des Inselspitals. Von 2008 bis zu ihrer Pensionierung 2019 war sie Vorsteherin von Kultur Stadt Bern, der Kulturförderung der Stadt Bern. Danach wurde sie Verwaltungsrätin des Theaters Basel und Präsidentin des Alterspflegeheimverbandes Curaviva Basel-Stadt.